# Ecchi
Ecchi (hay Etchi, là phiên âm của từ tiếng Nhật エッチ etchi) có nghĩa là "biến thái", "dê cụ" hay "tục tĩu" khi được dùng là tính từ. Nó chỉ sự giao hợp khi được dùng làm động từ.

## Nguồn gốc và từ nguyên

Một bức tranh được vẽ theo phong cách Ecchi.